# Precious Achiuwa
Precious Ezinna Achiuwa (Port Harcourt, 19 settembre 1999) è un cestista nigeriano, di ruolo ala grande, professionista nella NBA con i New York Knicks.

## Carriera

### High school
Achiuwa è nato in Nigeria ed è cresciuto principalmente giocando a calcio. Ha iniziato a concentrarsi sul basket quando era all'ottavo grado di high school (13 anni) ovvero quando si è trasferito negli USA. Come freshman ha giocato a basket per la Our Saviour Lutheran School nel Bronx, New York. Nei due anni successivi, ha frequentato la Saint Benedict's Preparatory School a Newark, New Jersey.
Nella stagione da junior ha messo a referto 18,5 punti, 10,5 rimbalzi, 2,9 stoppate e 2,2 palle recuperate di media a partita, guidando la sua squadra a un record di 28-2. È stato inserito nella MaxPreps Junior All-American second team.
Nel suo anno da senior decide di andare alla Montverde Academy in Florida, dove mette a referto 14 punti e 7,2 rimbalzi di media a partita.

### College
Al suo debutto per Memphis ha messo a referto 14 punti e 8 rimbalzi nella vittoria 97-64 contro South Carolina State. Il 23 novembre ha segnato un career-high da 25 punti, nella vittoria 87-86 contro Mississippi. Alla fine della regular season, è stato nominato AAC Player and Freshman of the Year. Dopo la sua stagione da freshman si è dichiarato eleggibile per il Draft NBA 2020.

### NBA

#### Miami Heat (2020-)
Viene chiamato al Draft NBA 2020 con la 20ª scelta dai Miami Heat.

## Statistiche

### NCAA
| Anno      | Squadra        | PG | PT | MP   | TC%  | 3P%  | TL%  | RP   | AP  | PRP | SP  | PP   |
| --------- | -------------- | -- | -- | ---- | ---- | ---- | ---- | ---- | --- | --- | --- | ---- |
| 2019-2020 | Memphis Tigers | 31 | 31 | 30,4 | 49,3 | 32,5 | 59,9 | 10,8 | 1,0 | 1,1 | 1,9 | 15,8 |
| Carriera  | Carriera       | 31 | 31 | 30,4 | 49,3 | 32,5 | 59,9 | 10,8 | 1,0 | 1,1 | 1,9 | 15,8 |

#### Massimi in carriera
- Massimo di punti: 25 (2 volte)[2]
- Massimo di rimbalzi: 22 vs Tulane (29 febbraio 2020)
- Massimo di assist: 3 vs New Orleans (28 dicembre 2019)
- Massimo di palle rubate: 3 (4 volte)
- Massimo di stoppate: 5 (3 volte)
- Massimo di minuti giocati: 42 vs Cincinnati (13 febbraio 2020)

### NBA

#### Regular Season
| Anno      | Squadra         | PG  | PT | MP   | TC%  | 3P%  | TL%  | RP  | AP  | PRP | SP  | PP  |
| --------- | --------------- | --- | -- | ---- | ---- | ---- | ---- | --- | --- | --- | --- | --- |
| 2020-2021 | Miami Heat      | 61  | 4  | 12,1 | 54,4 | 0,0  | 50,9 | 3,4 | 0,5 | 0,3 | 0,5 | 5,0 |
| 2021-2022 | Toronto Raptors | 73  | 28 | 23,6 | 43,9 | 35,9 | 59,5 | 6,5 | 1,1 | 0,5 | 0,6 | 9,1 |
| 2022-2023 | Toronto Raptors | 55  | 12 | 20,7 | 48,5 | 26,9 | 70,2 | 6,0 | 0,9 | 0,6 | 0,5 | 9,2 |
| 2023-2024 | Toronto Raptors | 25  | 0  | 17,5 | 45,9 | 27,7 | 57,1 | 5,4 | 1,8 | 0,6 | 0,5 | 7,7 |
| 2023-2024 | N.Y. Knicks     | 49  | 18 | 24,2 | 52,5 | 26,0 | 64,3 | 7,2 | 1,1 | 0,6 | 1,1 | 7,6 |
| 2024-2025 | N.Y. Knicks     | 57  | 10 | 20,5 | 50,2 | 27,8 | 59,4 | 5,6 | 1,0 | 0,8 | 0,7 | 6,6 |
| Carriera  | Carriera        | 320 | 72 | 20,0 | 48,4 | 30,4 | 60,6 | 5,7 | 1,0 | 0,6 | 0,7 | 7,6 |

#### Play-off
| Anno     | Squadra         | PG | PT | MP   | TC%  | 3P%  | TL%  | RP  | AP  | PRP | SP  | PP   |
| -------- | --------------- | -- | -- | ---- | ---- | ---- | ---- | --- | --- | --- | --- | ---- |
| 2021     | Miami Heat      | 3  | 0  | 4,1  | 75,0 | -    | 25,0 | 2,0 | 0,0 | 0,0 | 0,7 | 2,3  |
| 2022     | Toronto Raptors | 6  | 1  | 27,8 | 48,1 | 31,3 | 60,0 | 4,8 | 1,0 | 0,2 | 0,8 | 10,2 |
| 2024     | N.Y. Knicks     | 9  | 2  | 20,4 | 48,8 | 0,0  | 38,5 | 4,2 | 0,6 | 0,4 | 1,3 | 5,2  |
| 2025     | N.Y. Knicks     | 8  | 0  | 4,3  | 42,9 | 0,0  | 50,0 | 1,1 | 0,0 | 0,1 | 0,0 | 1,8  |
| Carriera | Carriera        | 26 | 3  | 15,3 | 48,7 | 25,0 | 45,2 | 3,2 | 0,4 | 0,2 | 0,7 | 5,0  |

#### Massimi in carriera
- Massimo di punti: 27 vs Portland Trail Blazers (28 gennaio 2023)[3]
- Massimo di rimbalzi: 22 vs Miami Heat (24 ottobre 2022)
- Massimo di assist: 4 (3 volte)
- Massimo di palle rubate: 5 vs Charlotte Hornets (12 gennaio 2023)
- Massimo di stoppate: 4 vs Boston Celtics (28 marzo 2022)
- Massimo di minuti giocati: 42 vs Detroit Pistons (16 maggio 2021)

## Palmarès

### Individuale
- AAC Player of the Year (2020)
- AAC Freshman of the Year (2020)
- First Team All-AAC (2020)
- McDonald's All-American (2019)
- Nike Hoop Summit (2019)